# Ławiana
Ławiana [pronunciación en polaco: /waˈvjana/] es un pueblo ubicado en el distrito administrativo de Gmina Kiełczygłów, dentro del Distrito de Pajęczno, Voivodato de Łódź, en Polonia central. Se encuentra aproximadamente a 5 kilómetros al sur de Kiełczygłów, a 6 kilómetros al norte de Pajęczno, y a 73 kilómetros al suroeste de la capital regional Łódź.